# Claudio Truffi
Claudio Truffi (Reggio Emilia, 13 ottobre 1922 – Bologna, 29 marzo 1986) è stato un sindacalista e funzionario italiano. È stato un dirigente sindacale italiano e, in seguito, vicepresidente dell'INPS.

## Biografia
Il suo impegno politico e sindacale è iniziato subito dopo la guerra come indipendente nell'organizzazione giovanile del PCI, a Reggio Emilia. Nel 1946 ha inizio la sua attività politica nel PCI e nel 1947 era a capo della commissione stampa e propaganda della provincia emiliana. Nel 1948 l'incarico alla federazione di Novara del PCI, dove è vice segretario e consigliere provinciale. Nel 1954 il passaggio all'attività sindacale nella CGIL come segretario della Camera del lavoro di Novara, che lo vedrà impegnato in tutta l'intensa fase dell'industrializzazione del paese, della crescita economica e dei nuovi squilibri legati a questo passaggio cruciale.
Nel 1964 diventa segretario nazionale degli alimentaristi (FILZIAT-CGGIL, ora FLAI) dove rimane sino al 1969, negli anni del ritorno all'unità sindacale e del cosiddetto “autunno caldo”. Nel 1969 il passaggio a segretario nazionale della categoria degli edili (FILLEA - CGIL), la seconda per numero di iscritti nel principale sindacato italiano, dove rimarrà sino al 1980. Risultati salienti della gestione di Claudio Truffi al sindacato sono stati i contratti nazionali del 1969 (prima categoria a chiudere  il contratto, capitalizzando i risultati delle lotte dell'"autunno caldo"), del 1973 e del 1976, che hanno visto, tra le altre cose, l'abolizione delle gabbie salariali e dei contratti separati per impiegati ed operai, assieme al forte impulso dato alla unità sindacale con le omologhe organizzazioni della CISL e della UIL, sino alla convergenza in una sede unica dei tre sindacati.
Nel 1972 gli edili erano stati anche tra i protagonisti, e Claudio Truffi l'ideatore, della storica manifestazione sindacale nazionale a Reggio Calabria che, tra rischi e concreti attentati, mise fine alla stagione di rivolta eversiva dei "fatti di Reggio" ricordata come "boia chi molla". Negli stessi anni Claudio Truffi ha ricoperto anche incarichi sindacali a livello internazionale come vice presidente della organizzazione degli edili (Unione internazionale lavoratori costruzioni e legno) nella FSM (Federazione sindacale mondiale), con sede a Helsinki.
Nel 1980 il passaggio all'INPS come vicepresidente, nella fase di co-gestione tra le parti sociali (sindacati e confindustria), prevista dalla riforma del 1970. 
L'impegno all'INPS è stato caratterizzato soprattutto dalla razionalizzazione del funzionamento dell'istituto, la riorganizzazione per sedi decentrate e la spinta ad un'ulteriore informatizzazione, assieme alle misure volte ad incrementare la produttività e premiare il merito e all'analisi dei problemi strutturali della previdenza e alle possibili strade per superarli, con particolare riguardo alla lotta all'evasione contributiva.
Nel 1985 si concludeva il suo mandato come vicepresidente, ma veniva riconfermato all'INPS come componente del Comitato esecutivo e presidente del Consiglio di amministrazione, incarichi operativi che manterrà sino alla prematura scomparsa nel 1986.
Fu sposato con Teresa Vergalli.